# 자매공화국

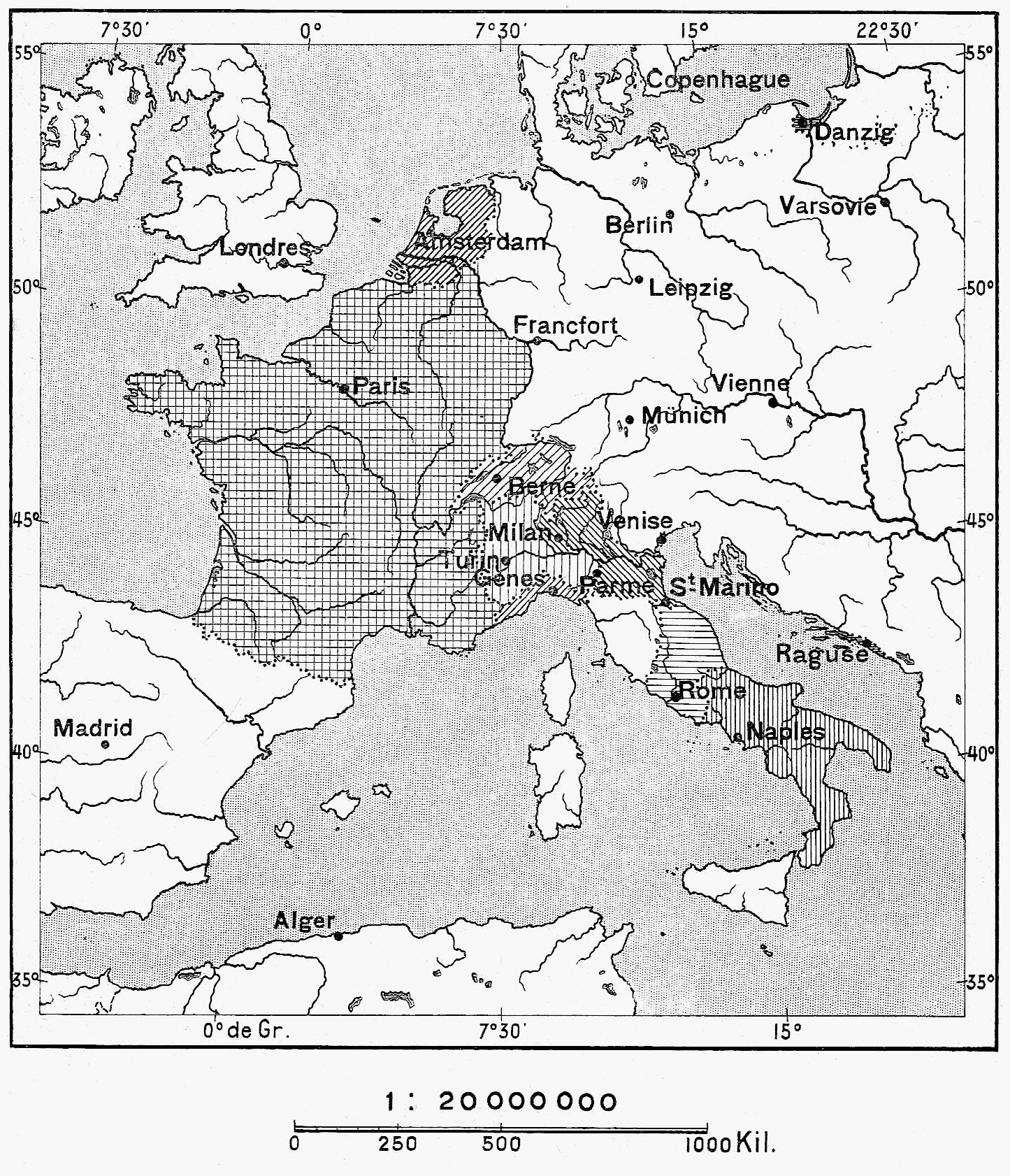
1789년 프랑스와 자매 공화국들을 나타낸 지도

자매공화국(프랑스어: république sœur)은 프랑스 혁명 전쟁의 과정 중에 프랑스 제1공화국 또는 그 영향을 받은 현지 혁명가에 의해 세워진 공화정들을 말한다.
1789년 국민주권과 민주주의 사상을 내세우고 왕정을 무너뜨린 프랑스 혁명을 주도한 공화주의자들은 프랑스뿐 아니라 전 유럽에 공화제를 퍼뜨려야 한다고 생각했다. 이에 따라 곧 프랑스와 주변 군주제 국가들의 충돌이 일어났고, 프랑스는 점령한 다른 민족의 영토에 공화제 국가들을 수립시켰다. 이들은 명목상 독립 국가를 표방했으나 프랑스의 보호에 강하게 의존하였기 때문에 자치령과 같이 운영된 위성국가들로서, 프랑스 제1제국이 성립한 후 일부 공화국들은 아예 프랑스에 합병되거나 보나파르트가의 구성원이 다스리는 군주제 국가가 되기도 했다.

## 목록

### 이탈리아
- 수발피나 공화국 (1800–1802): 프랑스 제국으로 병합됨
  -  피에몬테 공화국 (1798–1799): 오스트리아-러시아군의 점령 이후 사르데냐로 반환되었으나 나폴레옹이 다시 정복하여 수발피나 공화국으로 재편
    -  알바 공화국 (1796): 사르데냐 왕국에 재정복됨
- 파르테노페 공화국 (1799), 산페디스모 봉기로 무너져 다시 시칠리아 왕국으로 돌아감
  -  페스카라 공화국 (1799), 나폴리 왕국으로 재통합됨
- 로마 공화국 (1798–1799), 교황령의 재건으로 끝남
  -  안코나 공화국 (1797–1798), 로마 공화국에 합류
  -  티베리나 공화국 (1798–1799), 로마 공화국에 합류
- 리구리아 공화국 (1797–1805), 프랑스 제국에 병합됨
- 루카 공화국 (1799, 1800–01), 이후 1801~05년에 본래의 과두정으로 돌아갔다가 루카 피옴비노 공국으로 대체됨
- 이탈리아 공화국 (1802–1805), 이후 나폴레옹에 의해 이탈리아 왕국으로 전환됨
  -  치살피나 공화국 (1797–1802), 이탈리아 공화국으로 재편
    -  치스파다나 공화국 (1796–1797), 치살피나 공화국을 형성
      - 볼로냐 공화국 (1796), 치스파다나 공화국으로 합병

    -  트란스파다나 공화국 (1796–1797), 치살피나 공화국을 형성
    -  크레마 공화국 (1797), 치살피나 공화국을 형성
    - 베르가모 공화국 (1797), 치살피나 공화국을 형성
    - 브레시아 공화국 (1797), 치살피나 공화국을 형성
- 베네치아 임시 자치령 (1797–1798), 오스트리아 제국에 의해 합병됨

### 기타
- 부용 공화국 (1794–1795)
- 리에주 공화국 (1789–1791)
- 로라시아 공화국 (1792–1793), 바젤에 위치하던 프랑스령 공화정
- 레망 공화국 (1798), 헬베티아 공화국에 합류
- 마인츠 공화국 (1793), 라인헤센, 팔츠 선제후국의 영토에 세워진 프랑스령 공화정
- 바타비아 공화국 (1795–1806)
- 시스레니아 공화국 (1797)
- 아일랜드 공화국 (1798), 프랑스 혁명에 영향을 받은 1798년 아일랜드 반란에 장 조세프 아마블 앙베르(Jean Joseph Amable Humbert) 장군의 원정대가 개입하여 일시 수립
- 헬베티아 공화국 (1798–1803)
- 단치히 공화국 (1807–1814)
- 로당 공화국 (1802–1810)

## 같이 보기
- 위성국